# Lenhovdasjön
Lenhovdasjön är en sjö i Uppvidinge kommun i Småland och ingår i Mörrumsåns huvudavrinningsområde. Sjön är 2,4 meter djup, har en yta på 0,517 kvadratkilometer och är belägen 260 meter över havet.

## Delavrinningsområde
Lenhovdasjön ingår i det delavrinningsområde (631842-146836) som SMHI kallar för Ovan 631601-146688. Medelhöjden är 263 meter över havet och ytan är 17,13 kvadratkilometer. Det finns inga avrinningsområden uppströms utan avrinningsområdet är högsta punkten. Aggaå (Skyeån) som avvattnar avrinningsområdet har biflödesordning 2, vilket innebär att vattnet flödar genom totalt 2 vattendrag innan det når havet efter 129 kilometer. Avrinningsområdet består mestadels av skog (63 procent) och jordbruk (10 procent). Avrinningsområdet har 0,51 kvadratkilometer vattenytor vilket ger det en sjöprocent på 3 procent. Bebyggelsen i området täcker en yta av 2,22 kvadratkilometer eller 13 procent av avrinningsområdet.